# 桧井保孝
桧井 保孝（ひのい やすたか、1969年5月11日 - ）は、日本のレーシングドライバー、実業家。広島県出身。血液型はB型。「檜井保孝」名義でも参戦歴がある。

## 経歴

### フォーミュラカー
1988年にFJ1600でレースデビューし、1990年には、バブル景気の真っただ中で40台近い参戦台数を数えた全日本F3選手権にステップアップし、最高位8位を記録。「インターナショナルF3リーグ」にも参戦した。
1991年に渡英し、イギリス・フォーミュラ・ボクスホールに参戦。1992年に全日本F3選手権に復帰し、開幕戦で3位に入り初表彰台を獲得。10月のF1日本グランプリのサポートレースでは2位を獲得。また、前年に続いて「インターナショナルF3リーグ」にも参戦した。
1993年、中嶋企画（PIAAナカジマレーシング）に移籍し、国内のトップカテゴリーである全日本F3000選手権にステップアップ。レイナード93D/94D 無限をドライブし1994年までの2シーズン参戦、最高位4位を記録した。2シーズンともにチームメイトは影山正彦であった。

### ツーリングカー
1995年以後は、全日本ツーリングカー選手権（JTCC）にUNICORSEアルファロメオ155で参戦したほか、N1耐久（現スーパー耐久）にも参戦した。2018年はスーパー耐久・ST-3クラスに参戦。

### GTカー
1996年に全日本GT選手権（現SUPER GT）に参戦。1998年より毎年参戦をする。また2002年から2005年は、タツノコプロとのコラボレーションによってアニメ「マッハGoGoGo」の主人公である三船剛の名前で活動するようになった。マシンは、モスラーMT900RとVEMAC RD320R、フェラーリ・360モデナで、この間に乗った車は全てマッハ号カラーに彩られた。

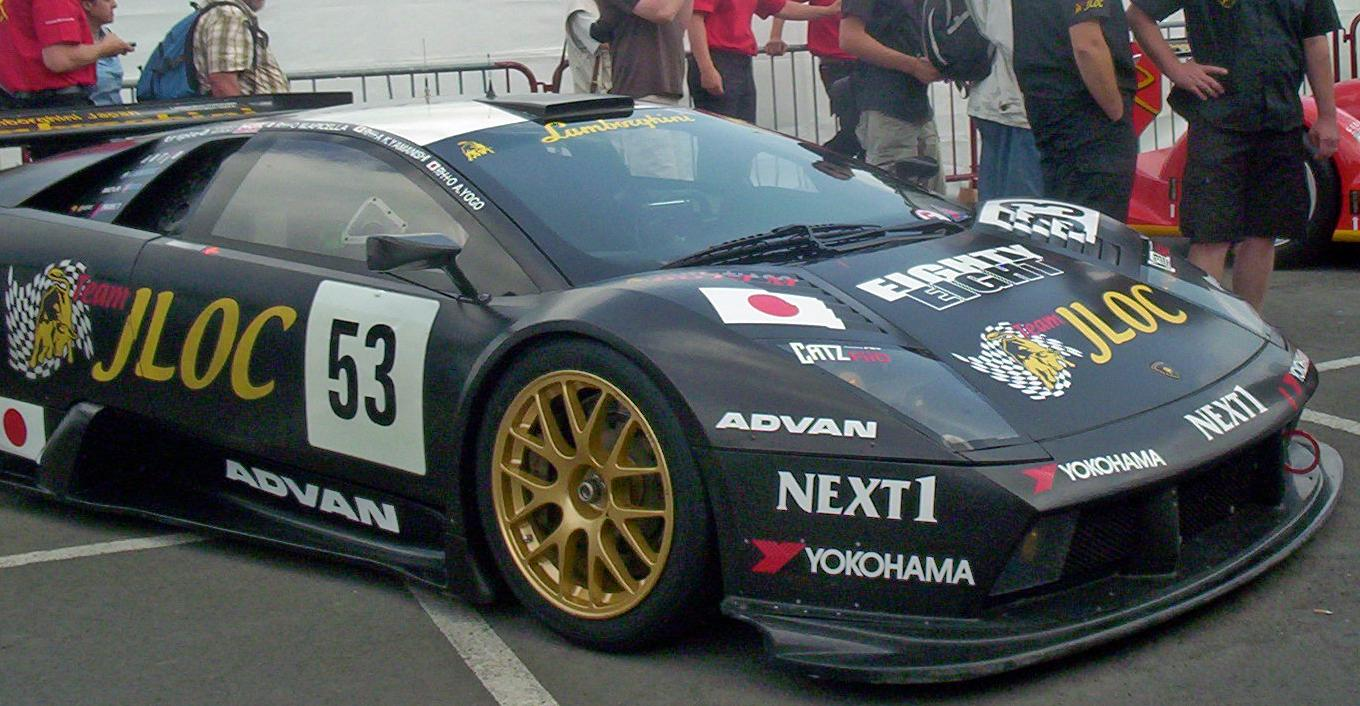
ル・マン24時間レース参戦時（2007年）

2006年からは、占い師の鑑定で「本名に戻した方がいい」といわれ、再び本名でレース活動を行う事になった。その初戦となった開幕戦で優勝を飾る。
この勝利は桧井本人の初優勝だけでなく、所属チームのJLOCの初優勝、チームメイトであるマルコ・アピチェラのSUPER GT初優勝、ランボルギーニにおける、選手権がかかるカテゴリーにおける世界初優勝と初尽くしの優勝となった。
2007年にはJLOCからル・マン24時間レースに参戦。同チームからはSUPER GTにも参戦した。その後もスーパー耐久をはじめとする国内外の数々のレースに参戦し、2017年現在は「グローバルMX-5カップ・ジャパン」などに参戦している。

## 自動車評論家
近年は自動車評論家として、多くの自動車雑誌において海外の最新のロードカーのテスト試乗やインプレッションの執筆を行う。さらにフェラーリの公式イベントでは、フェラーリ・チャレンジやフェラーリ・FXXから、フェラーリのF1マシンのF2001まで乗りこなすことで、「日本一のフェラーリ乗り」と称される。
また、モータースポーツイベント企画会社「ファーストレスポンダー」を経営している。
なお、レース中の真剣な姿や自動車雑誌での的確なインプレッションとは違い、飄々としたとぼけたキャラクターから、「レース界きってのいじられキャラ」と言われている。

## レース戦績
- 1990年 - 全日本F3選手権（Daiichi NOW MOTORSPORTS #34 Daiichi-RT33 トムス／ラルトRT33・トヨタ3S-G）
- 1992年 - 全日本F3選手権（TEAM REGAL ACTIVE #90 リーガル RT35 無限／ラルトRT35・無限MF204）(シリーズ12位)
- 1993年 - 全日本F3000選手権（NAKAJIMA PLANNING #15 PIAA REYNARD 93D／レイナード93D・無限MF308）
- 1994年
  - 全日本F3000選手権（NAKAJIMA PLANNING #15 PIAA REYNARD 94D／レイナード94D・無限MF308）
  - 鈴鹿1000km・GT-2クラス（NAKAJIMA PLANNING #99 POKKA NSX VTEC）
  - 十勝24時間レース・N1-2クラス（#24 フジテレビGO)（総合9位・クラス2位）
- 1995年
  - 全日本ツーリングカー選手権 ＜第4大会のみ＞（#55 UNICORSE155／アルファロメオ155）
  - N-1耐久・クラス3 ＜第2～3,7戦＞（#37 GIZAファルケンプレリュード）
  - 鈴鹿1000km・GTクラス（シンプソン・エンジニアリング #48 BMBシンプソン348LM）(総合21位・クラス6位）
- 1996年
  - 全日本GT選手権・GT500クラス（TEAM BMB MINIJUKE #43 BMBミニジューク ポルシェ／ポルシェ911 カレラRS）(シリーズ23位)
  - N-1耐久・クラス3 ＜第6戦＞（#36 フィールズツインカムインテグラ）
  - N-1耐久・クラス4 ＜第1,3戦＞（#67 ホンダプリモ海田withラムズ)→(#57 GIZA フアルケンシビック）＜第4戦＞
  - 鈴鹿1000km・S-GTクラス（#48 BMBミニジュークポルシェ）
- 1997年
  - スーパー耐久・クラス3 ＜第2～3,7戦＞（#7 とうようぐる〜ぷプレリュード）
  - 鈴鹿1000km・GT1クラス（#39 サード MC897R）
  - 十勝24時間レース・N1-3クラス（#7 とうようぐる〜ぷプレリュード）（総合8位・クラス2位）
- 1998年
  - 全日本GT選手権・GT500クラス ＜第1～3戦＞（TEAM 5ZIGEN #5 5ZIGEN SUPRA／スープラ）(シリーズ13位)
  - スーパー耐久・クラス3（#7 とうようぐる〜ぷプレリュード)
  - 鈴鹿1000km・GT2クラス（#110 アビリティポルシェ993GT2)
  - 十勝24時間レース・SC3クラス（#7 とうようぐる〜ぷプレリュード)（総合10位・クラス3位）
- 1999年
  - 全日本GT選手権・GT300クラス（#10 アビリティ・マリオポルシェ）(シリーズ31位)
  - スーパー耐久・クラス1（#1 日産アルティアGTRアドバン）
  - 鈴鹿1000km・GT500クラス（ABILITY #10 アビリティ・マリオMJポルシェ）
  - ル・マン富士1000km・LMGTSクラス（アビリティ・モータースポーツ #10 アビリティ・マリオポルシェ／ポルシェ911 GT2）
  - 十勝24時間レース・C-1クラス（#1 日産アルティアGTRアドバン)（総合19位・クラス4位）
- 2000年 
  - 全日本GT選手権・GT300クラス （#10,#11 アビリティ・マリオポルシェ)（シリーズ10位)
  - スーパー耐久・クラス3（#7 アルゴラボプレリュード）
  - 鈴鹿1000km・GT300クラス（#10 アビリティ・マリオポルシェ）
- 2001年
  - 全日本GT選手権・GT300クラス ＜第5・6戦＞（A&S RACING #901 K-STADIUM MT900R／モスラーMT900R）
  - スーパー耐久・クラス4（アルゴ研究所R.T #7 アルゴラボ.YH.S2000）
  - 鈴鹿1000km・GT500クラス（JLOC #88 ノマドヒロトディアブロJGT1／ランボルギーニ ディアブロJGT-1）
- 2002年
  - 全日本GT選手権・GT300クラス（A&S RACING #5 BANPREST CAR倶楽部 マッハ号MT／モスラーMT900R）(シリーズ22位)
  - スーパー耐久・クラス4 ＜第6戦＞（#8 ACID英進館YH S2000）(クラス2位)
  - 鈴鹿1000km・GT300クラス（#5 CAR倶楽部マッハ号MT900）
- 2003年 
  - 全日本GT選手権・GT300クラス（TEAM B-1 #5 BANPREST B-1 マッハ号GT320R／VEMAC RD320R）(シリーズ12位)
  - スーパー耐久・C-4クラス（#21 クムホ・エクスタ・S2000）
  - 鈴鹿1000km・GT500クラス（JLOC #88 ノマドディアブロJGT1)（総合8位・クラス5位）
- 2004年 
  - 全日本GT選手権・GT300クラス（TEAM マッハ #5 プロジェクトμB-1 マッハ号GT320R／VEMAC RD320R）(シリーズ10位)
  - スーパー耐久・C4クラス＜第4,6戦＞（#60 スクラロース S2000)
  - 十勝24時間レース・C3クラス（#27 FINA ADVAN M3（総合25位・クラス5位）
- 2005年 
  - SUPER GT・GT300クラス（JIM GAINER #10 マッハGO フェラーリダンロップ／フェラーリ・360モデナ）(シリーズ10位)
  - 鈴鹿1000km・GT500クラス（JLOC #88 JLOCムルシェRG-1)（総合19位・クラス3位）
- 2006年 
  - SUPER GT・GT300クラス（JLOC #88 アクティオ ムルシエRG-1／ランボルギーニ ムルシエラゴRG-1）(1勝 シリーズ11位)
  - ル・マン24時間レース・LM-GT1クラス（JLOC #53 JLOC Lamborghini MURCIELAGO RGT）
  - 全日本スポーツカー耐久選手権・LM-GT1クラス ＜第1,4戦＞（JLOC #88 Team JLOC with ADVAN)（1勝・シリーズ3位）
- 2007年 - SUPER GT・GT300クラス ＜第1～5,9戦＞（JLOC #87 マルホン ムルシエRG-1／ランボルギーニ ムルシエラゴRG-1）(シリーズ19位)
- 2008年 - スーパー耐久・ST3クラス ＜第5戦＞（#78 WW2 RX-7）(クラス7位)
- 2009年 - スーパー耐久・ST3クラス ＜第6戦＞（#78 WW2 RX-7）(クラス2位)
- 2013年 - スーパー耐久・ST-4クラス（#49 ABARTH 695 ASSETTO CORSE)（シリーズ15位）
- 2016年
  - スーパー耐久・ST-2クラス ＜第3-5戦＞（TOWAINTEC Racing #59 DAMD MOTUL ED WRX STI）（1勝)
  - インタープロトシリーズ・プロフェッショナルクラス (KTR #50 人馬一体ドライビングアカデミー&KTS)（シリーズ8位）
- 2017年 - グローバルMX-5カップ・ジャパン・グローバルクラス (HM RACERS #84 HIROSHIMA MAZDA MX-5）（シリーズ5位）
- 2018年 - スーパー耐久・ST-3クラス ＜第3-5戦＞（OKABEJIDOSHA motorsport #15 岡部自動車 T-MAN Z34)（最高5位）

### 全日本F3選手権
| 年     | チーム                  | シャシー     | エンジン     | 1       | 2      | 3      | 4       | 5      | 6       | 7       | 8      | 9      | 10     | 順位 | ポイント |
| ------ | ----------------------- | ------------ | ------------ | ------- | ------ | ------ | ------- | ------ | ------- | ------- | ------ | ------ | ------ | ---- | -------- |
| 1990年 | Daiichi NOW MOTORSPORTS | ラルト・RT33 | トヨタ・3S-G | SUZ DNQ | FSW 13 | SUZ 15 | TSU DNQ | SEN 19 | SUG DNQ | TSU DNQ | SUZ 8  | NIS 21 | SUZ 13 | NC   | 0        |
| 1992年 | TEAM REGAL ACTIVE       | ラルト・RT35 | 無限・MF204  | SUZ 3   | TSU 9  | FSW 21 | SUZ 14  | SEN 7  | TAI 15  | MIN 14  | SUG 23 | SUZ 9  | SUZ 9  | 12位 | 4        |

### 全日本F3000選手権
| 年     | チーム               | シャシー        | エンジン    | 1       | 2       | 3      | 4       | 5       | 6       | 7       | 8      | 9      | 10      | 11      | 順位 | ポイント |
| ------ | -------------------- | --------------- | ----------- | ------- | ------- | ------ | ------- | ------- | ------- | ------- | ------ | ------ | ------- | ------- | ---- | -------- |
| 1993年 | PIAA NAKAJIMA Racing | レイナード・93D | 無限・MF308 | SUZ Ret | FSW 14  | MIN 10 | SUZ Ret | AUT C   | SUG Ret | FSW C   | FSW 14 | SUZ 13 | FSW 15  | SUZ Ret | NC   | 0        |
| 1994年 | PIAA NAKAJIMA Racing | レイナード・94D | 無限・MF308 | SUZ 9   | FSW Ret | MIN 8  | SUZ Ret | SUG Ret | FSW 11  | SUZ Ret | FSW 9  | FSW 13 | SUZ Ret |         | NC   | 0        |

### 全日本ツーリングカー選手権
| 年     | チーム | 使用車両            | 1    | 2    | 3    | 4    | 5    | 6    | 7       | 8       | 9    | 10   | 11   | 12   | 13   | 14   | 15   | 16   | 順位 | ポイント |
| ------ | ------ | ------------------- | ---- | ---- | ---- | ---- | ---- | ---- | ------- | ------- | ---- | ---- | ---- | ---- | ---- | ---- | ---- | ---- | ---- | -------- |
| 1995年 |        | アルファロメオ・155 | FSW1 | FSW2 | SUG1 | SUG2 | TOK1 | TOK2 | SUZ1 NS | SUZ2 NS | MIN1 | MIN2 | TAI1 | TAI2 | SEN1 | SEN2 | FSW1 | FSW2 | NC   | 0        |

### 全日本GT選手権/SUPER GT
| 年     | チーム                       | 使用車両                          | クラス | 1       | 2      | 3       | 4       | 5       | 6       | 7       | 8      | 9      | 順位 | ポイント |
| ------ | ---------------------------- | --------------------------------- | ------ | ------- | ------ | ------- | ------- | ------- | ------- | ------- | ------ | ------ | ---- | -------- |
| 1996年 | TEAM BMB MINIJUKE            | ポルシェ・911                     | GT500  | SUZ Ret | FSW 12 | SEN 13  | MIN 8   | SUG 13  | MIN Ret |         |        |        | 23位 | 3        |
| 1998年 | TEAM 5ZIGEN                  | トヨタ・スープラ                  | GT500  | SUZ 4   | FSW C  | SEN 7   | FSW     | TRM     | MIN     | SUG     |        |        | 13位 | 14       |
| 1999年 | アビリティ・モータースポーツ | ポルシェ・911                     | GT300  | SUZ DNS | FSW 10 | SUG 9   | MIN Ret | FSW 15  | TAI 12  | TRM 10  |        |        | 28位 | 4        |
| 2000年 | アビリティ・モータースポーツ | ポルシェ・911                     | GT300  | TRM 7   | FSW 7  | SUG 2   | FSW Ret | TAI 5   | MIN Ret | SUZ 8   |        |        | 10位 | 34       |
| 2001年 | A&S RACING                   | モスラー・MT900R                  | GT300  | TAI     | FSW    | SUG     | FSW     | TRM Ret | SUZ Ret | MIN     |        |        | NC   | 0        |
| 2002年 | A&S RACING                   | モスラー・MT900R                  | GT300  | TAI Ret | FSW 9  | SUG 18  | SEP 18  | FSW 24  | TRM 16  | MIN Ret | SUZ 13 |        | 22位 | 6        |
| 2003年 | TEAM B1                      | ヴィーマック・320R                | GT300  | TAI 9   | FSW 9  | SUG 2   | FSW 19  | FSW 7   | TRM Ret | AUT 6   | SUZ 7  |        | 12位 | 34       |
| 2004年 | TEAM MACH                    | ヴィーマック・320R                | GT300  | TAI 5   | SUG 16 | SEP 3   | TOK 18  | TRM 5   | AUT 12  | SUZ 12  |        |        | 10位 | 24       |
| 2005年 | JIM GAINER                   | フェラーリ・360モデナ             | GT300  | OKA 13  | FSW 17 | SEP Ret | SUG 10  | TRM 5   | FSW Ret | AUT 19  | SUZ 5  |        | 10位 | 14       |
| 2006年 | JLOC                         | ランボルギーニ・ムルシエラゴ RG-1 | GT300  | SUZ 1   | OKA 6  | FSW Ret | SEP     | SUG 15  | SUZ Ret | TRM Ret | AUT 8  | FSW 5  | 11位 | 40       |
| 2007年 | JLOC                         | ランボルギーニ・ムルシエラゴ RG-1 | GT300  | SUZ 12  | OKA 4  | FSW 9   | SEP 7   | SUG DNS | SUZ     | TRM     | AUT    | FSW 15 | 19位 | 14       |

### ル・マン24時間レース
| 年     | チーム | コ・ドライバー              | 使用車両                            | クラス | 周回 | 総合順位 | クラス順位 |
| ------ | ------ | --------------------------- | ----------------------------------- | ------ | ---- | -------- | ---------- |
| 2006年 | JLOC   | 山西康司 マルコ・アピチェラ | ランボルギーニ・ムルシエラゴ RG-1LM | GT1    | 283  | DNF      | DNF        |